# Bell Mobilité
Bell Mobilité, anciennement Bell Cellulaire, est une filiale de Bell Canada fournissant des services de téléphonie mobile au Canada. Bell Mobilité a plus de 6 millions d'abonnés sur son réseau cellulaire dès la fin du dernier quart de l'année fiscale de 2009. En juillet 2006, Bell a pris responsabilité pour les services de la compagnie défunte sans-fil Aliant au Canada atlantique dans le cadre d'une grande restructuration de Bell et Aliant. La compagnie a continué à faire affaire sous le nom d'Aliant jusqu'à la fin du rebranding en avril 2008. 
Virgin Mobile Canada, Solo Mobile ainsi que PC Mobile utilisent le réseau de Bell comme des Opérateurs des réseaux mobiles virtuels (ORMV). Certaines filiales de Bell continuent d'exploiter leurs propres réseaux sans-fils distincts de (mais en général, permettant l'itinérance avec) Bell Mobilité. Ces filiales sont Northwestel (NMI Mobilité et Latitude Sans-fil), Télébec (Télébec Mobilité), et NorthernTel (NorthernTel Mobilité).
En plus d'exécuter sa propre opération de vente au détail, Bell travaille avec d'autres détaillants comme ceux dirigés partout au Canada par Glentel. 
Bell Mobilité est un membre de l'Association de l'Industrie de la Technologie de la Colombie-Britannique
Virgin Mobile Canada, Solo Mobile ainsi que PC Mobile sont des propriétés de Bell. 
Nordia et Sitel sont les compagnies qui prennent en charge les services au client de Bell Mobilité.

## Réseaux

### Ancien réseau
Anciennement, Bell maintenait un réseau mobile analogique fondé sur la technologie Advanced Mobile Phone System (AMPS).  Cependant, celui-ci a été éteint lors du mois de février en 2008.

### AMRC
Bell Mobilité maintient un ancien réseau propulsé par la technologie accès multiple par répartition en code (AMRC), aussi appelé  AMCR pour accès multiple par code de répartition, avec la technologie Evolution-Data Optimized (EV-DO).  L'opérateur continue de fournir le service d'itinérance à plusieurs fournisseurs AMRC comme Public Mobile et Telus Mobilité au Canada, ainsi qu'avec la compagnie américaine Sprint Nextel grâce à une entente réciproque renouvelée et mise en vigueur le 21 juin 2006.

### HSPA+
Lors du mois d'octobre en 2009, Telus Mobilité et Bell ont annoncé des plans de déployer un réseau propulsé par la technologie HSPA avant l'an 2010 afin d'éventuellement utiliser la technologie LTE. Le réseau était disponible au public le 4 novembre 2009, plusieurs mois avant la date de lancement prévue.  Cette même journée, Bell vendait l'iPhone 3GS, que Telus vendrait dès le lendemain.  Huawei et Nokia Siemens Networks ont fourni l'infrastructure pour le nouveau réseau.
Selon Bell, le réseau HSPA+ à canal simple est disponible à 96 % de la population canadienne.  La vitesse de téléchargement maximale est en théorie de 21 Mbit/s, avec des vitesses typiques de 3½ à 8 Mbit/s.  Le réseau à deux canaux, quant à lui, est disponible à 70 % de la population canadienne.  Les vitesses de téléchargement peuvent rejoindre 42 Mbit/s, mais les vitesses typiques sont de 7 à 14 Mbit/s.

### LTE
Bell a activé son réseau LTE dans le Grand Toronto et ses alentours le 14 septembre 2011.  Le 29 octobre 2011, Bell agrandit sa couverture LTE afin d'inclure les villes Halifax, Dartmouth et Belleville en Nouvelle-Écosse.  Cela rend Bell le premier opérateur LTE dans toutes ces régions. L'un des revendeurs locaux de Bell, Cellcom communications fournit les services de bell dans les régions du Québec et de l'Ontario. Les vitesses théoriques maximales pour le réseau actuel sont de 75 Mbit/s pour les téléchargements, mais la compagnie déclare que cela doublera dans l'avenir.  Les vitesses typiques de téléchargement sont de 12 à 25 Mbit/s.  Deux modems et un téléphone intelligent LTE sont présentement disponibles.  Les forfaits LTE sont presque identiques à ceux de Rogers Wireless, la seule exception étant que Bell ne demande pas un « frais de récupération du gouvernement. »   Aussi, contrairement à Rogers, tous les forfaits fonctionnant avec le réseau HSPA+ de Bell fonctionneront également avec le réseau LTE sans frais additionnels.

## Produits

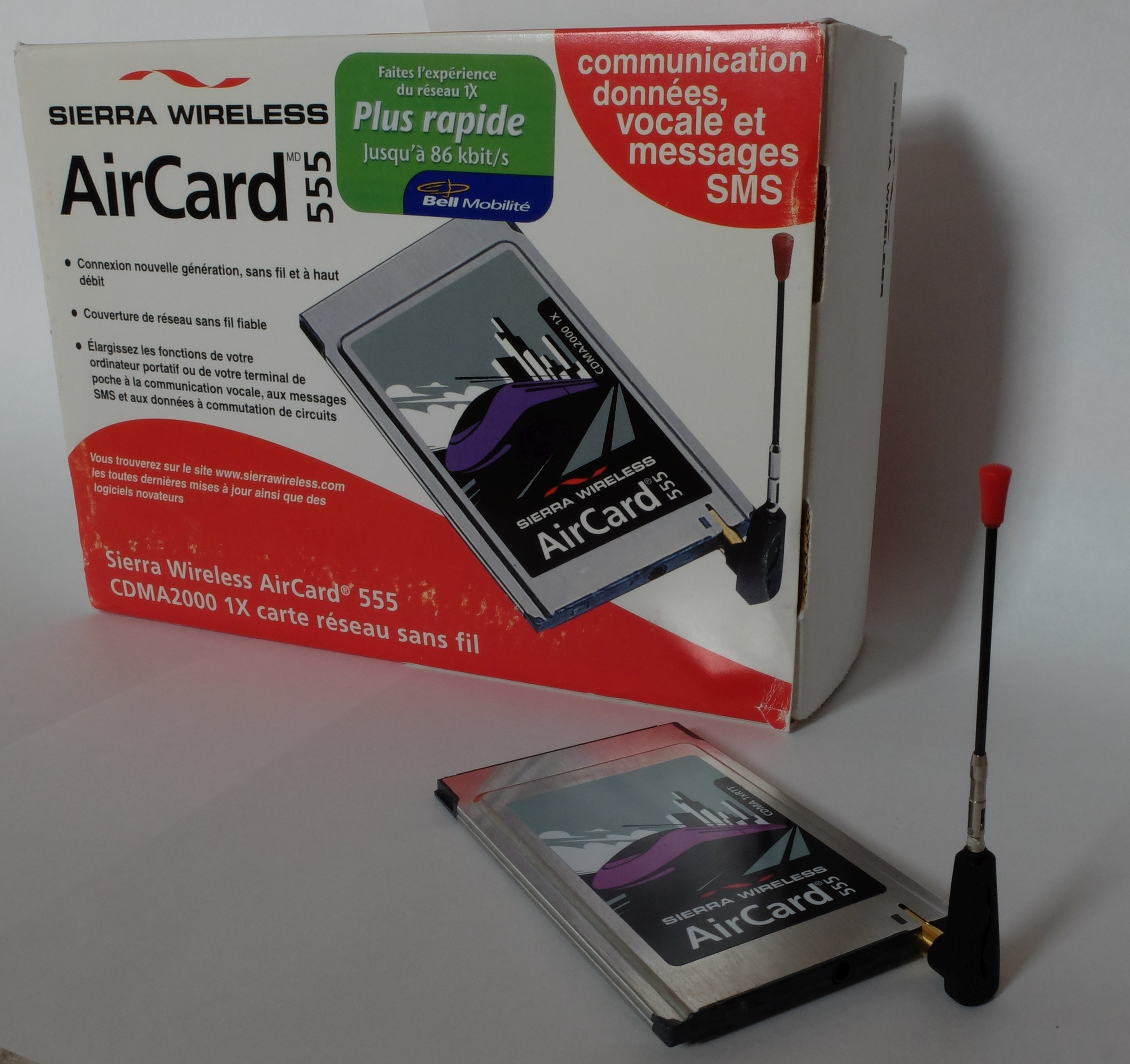
Emballage du "Sierra Wireless AirCard 555 Bell "

### Téléphones simples
Les téléphones simples HSPA+ offerts par Bell sont construits par LG, Nokia et Samsung.  Seulement trois téléphones simples AMRC sont présentement vendus: le LG 231, le Samsung Entro et le Sanyo Pro-700.
Puisque ces appareils sont si simples et nécessitent peu, voire aucunement, l'accès à Internet, Bell n'envisage pas la vente de téléphones simples LTE.  Des téléphones intelligents avancés vendus par l'opérateur supporteront des connexions à ce réseau haute vitesse.

### Téléphones intelligents
Des téléphones intelligents HSPA+ et LTE créés par Apple, HTC, Motorola, RIM et Samsung sont vendus par Bell.  Il s'agit du deuxième opérateur mobile canadien à offrir l'iPhone d'Apple depuis le 4 novembre 2009, jour où Bell a démarré la vente de services sur son réseau mobile HSPA ainsi que le téléphone intelligent iPhone 3GS.  Bell propose aussi une catégorie  d'appareils Android haut de gamme qu'il désigne sous le nom de "superphones."
L'opérateur avait lancé la vente d'un téléphone intelligent Android pour la saison de Noël et des fêtes de 2011.

### Téléphones solides
Tout comme la marque Mike de son compétiteur Telus, Bell offre des téléphones et modems solides capable d'endurer des conditions météorologiques rudes.

### Anciens produits
Le téléphone intelligent Palm Pre fut disponible chez Bell le 27 août 2009.  C'était le seul opérateur au Canada à offrir le périphérique AMRC.  Les annonces pour cet appareil le promouvaient comme une alternative à l'iPhone, ce dernier était exclusif à Rogers Sans-fil et sa marque Fido.  Le Pre était devenu de moins en moins populaire depuis le 4 novembre 2009, jour où Bell commençait à offrir des services HSPA ainsi que le téléphone intelligent iPhone 3GS.  Le 17 août 2011, presque deux ans après sa sortie initiale, le Palm Pre n'était désormais plus vendu par Bell.  Toutefois, une icône illustrant ce téléphone intelligent est toujours affichée sur le site Web courant de Bell.  Cette petite icône représente la section Mobilité du site Web.
Puisqu'il s'agit d'une technologie démodée que Bell n'a pas mise à jour, la vente des téléphones intelligents AMRC a cessé chez Bell Mobilité.  Cependant, sa marque Solo Mobile vend encore un tel appareil, un ancien BlackBerry Pearl 8130.  De moins en moins de téléphones simples AMRC sont vendus, car les modèles HSPA+ sont moins couteux, et Bell a grandement investi dans ses réseaux HSPA+ et LTE.